# Мокро (Пале)
Мокро је насељено мјесто у општини Пале, Република Српска, БиХ. Према прелиминарним подацима пописа становништва 2013. године, у насељеном мјесту Мокро укупно је пописано 853 становника.

## Становништво
| Националност       | 2013. | 1991. | 1981. | 1971. | 1961. |
| Срби               |       | 390   | 356   | 281   | 272   |
| Југословени        |       | 4     | 24    |       | 2     |
| Муслимани          |       | 7     |       |       |       |
| Хрвати             |       | 1     |       |       |       |
| остали и непознато |       | 4     |       | 3     |       |
| Укупно             | 853   | 406   | 380   | 284   | 274   |

| Демографија | Демографија | Демографија |
| Година      | Становника  | Становника  |
| ----------- | ----------- | ----------- |
| 1961.       | 274         |             |
| 1971.       | 284         |             |
| 1981.       | 380         |             |
| 1991.       | 406         |             |
| 2013.       | 853         |             |

## Култура
У Мокром се налази православна црква Успења Пресвете Богородице. Ово место је и седиште парохије у Мокром која припада дабробосанској митрополији, архијерејском намесништву Сарајевском и обухвата следећа села: Хреша, Њеманица, Гобеље, Вучија Лука, Мразовац, Брезовице, Бјелогорци, Рогоушићи, Горње и Доње Сињево, Сумбуловац, Мокро, Романија, Јеловци, Прутине, Подградац, Крачуле, Кадино Село и Костреша.

### Презимена
Шиповац, Лопатић, Југовић, Продановић, Парађина, Јокић, Вељић, Гашановић, Шендер, Лиздек, Матић, Богдановић, Грачанин, Бучевац, Маријановић, Јанковић, Делић, Пекић, Пајић, Рајић, Мирковић, Клисара, Миловановић, Кусмук, Самарџић, Станишић, Станојевић, Стевић, Јањић, Вуковић, Кошарац, Гавриловић, Лаловић, Анић, Терзић, Глуховић, Икановић, Ковачевић, Веселиновић, Божић, Племић, Петровић, Минић, Јокић, Крљаш, Вучићевић, Танић.